# Kysucký Lieskovec
Kysucký Lieskovec (in ungherese Újhelymogyoród) è un comune della Slovacchia facente parte del distretto di Kysucké Nové Mesto, nella regione di Žilina.